# Salacca
Genre
Classification phylogénétique
Salacca est un genre de plantes de la famille des Arecaceae (Palmiers) qui comprend une vingtaine d'espèces natives de l'Asie tropicale du Sud-Est.

## Description
Ce sont des palmiers au stipe relativement court, avec des feuilles de grande taille, au pétiole épineux. Le plus souvent elles sont pennées, avec de nombreuses folioles.
Le fruit pousse en grappe à la base de la plante. Il est comestible dans de nombreuses espèces. Sa peau écailleuse brun-rouge enrobe une pulpe blanche et une (rarement deux) large graine non comestible. Le Salak (Salacca zalacca) est l'espèce la plus couramment plantée pour ses fruits.

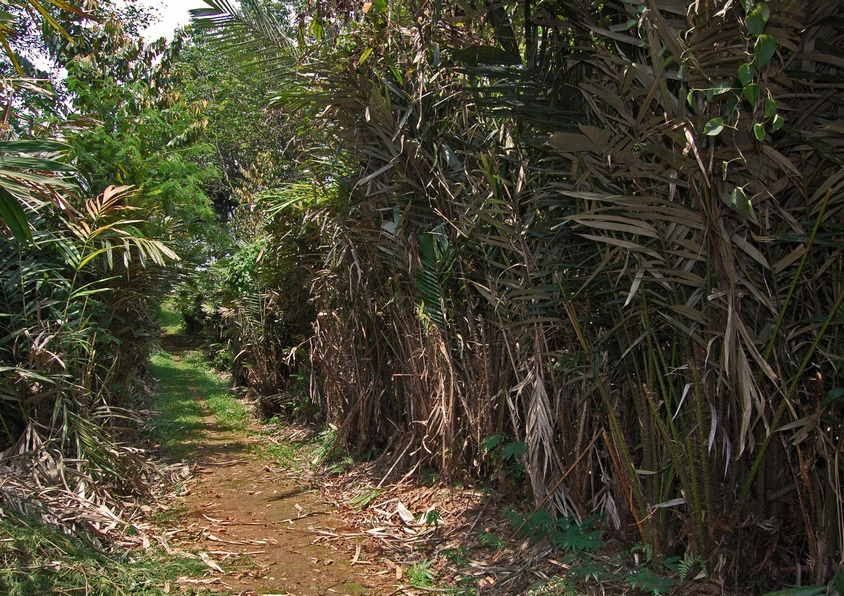
Plantation de Salaks à Java.

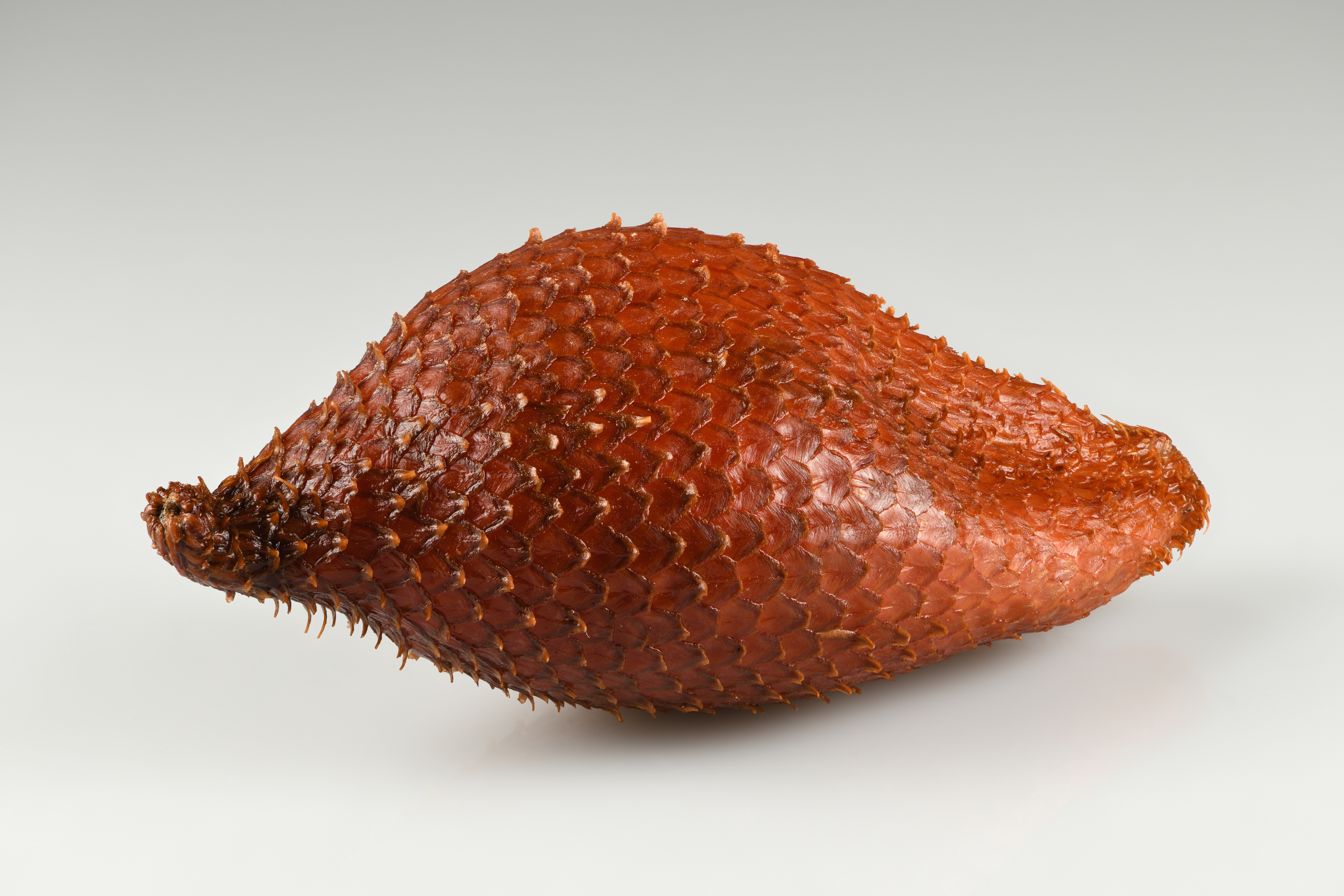
Fruit de Salacca wallichiana

## Classification
- Sous-famille des Calamoideae
  - Tribu des Calameae
    - Sous-tribu des Salaccinae[1]

Sa sous-tribu comprend un autre genre : Eleiodoxa.

## Espèces
Le genre comprend une vingtaine d'espèces.
- Salacca affinis Griff.
- Salacca clemensiana Becc.
- Salacca dolicholepis Burret
- Salacca dransfieldiana Mogea
- Salacca edulis Reinw.
- Salacca flabellata Furtado
- Salacca glabrescens Griff.
- Salacca graciliflora Mogea
- Salacca lophospatha J. Dransf. & Mogea
- Salacca magnifica Mogea
- Salacca minuta Mogea
- Salacca multiflora Mogea
- Salacca ramosiana Mogea
- Salacca rupicola J. Dransf.
- Salacca sarawakensis Mogea
- Salacca secunda Griff.
- Salacca stolonifera Hodel
- Salacca sumatrana Becc.
- Salacca vermicularis Becc.
- Salacca wallichiana Mart.
- Salacca zalacca (Gaertn.) Voss